# Беляны (Мурованокуриловецкий район)
Беля́ны (укр. Біляни) — село на Украине, находится в Мурованокуриловецком районе Винницкой области.
Код КОАТУУ — 0522885602. Население по переписи 2001 года составляет 265 человек. Почтовый индекс — 23434. Телефонный код — 4356.
Занимает площадь 1,06 км².

## Адрес местного совета
23434, Винницкая область, Мурованокуриловецкий р-н, с. Попелюхы, ул. Ленина, 41